# San Cisco
San Cisco is een Australische rockband uit Fremantle. De band werd in 2009 opgericht door schoolvrienden Jordi Davieson, Scarlett Stevens, Nick Gardner en John Biondillo. Het titelloze debuutalbum San Cisco werd uitgebracht in 2012 en bereikte in het thuisland #17 in de ARIA Charts en #3 in de indie-hitlijst. Een jaar later belandde het album in de Top Heatseekers van het Amerikaanse Billboard. Het tweede album Gracetown verscheen in 2015. Na een tournee ter promotie van het album dook de band opnieuw de studio in. In 2017 bracht de band het album The water uit dat in Australië op #17 terecht kwam. Gardner verliet in 2018 de band. Twee jaar later kwam Between you and me uit.

## Discografie
- San Cisco, 2012
- Gracetown, 2015
- The water, 2017
- Between you and me, 2020
- Under the Light, 2024